# کارتیکا جاجا
کارتیکا جاجا (اندونزیایی: Kartika Jahja؛ زادهٔ ۱۹ دسامبر ۱۹۸۰) با نام هنری تیکا، هنرپیشه، خواننده مستقل و کنشگر مشکلات جنسی و جنسیتی اهل اندونزی است.
در سال ۲۰۱۶ نام وی به عنوان یکی از زنان اثرگذار و الهام‌بخش در سراسر جهان، در فهرست ۱۰۰ زن بی‌بی‌سی قرار گرفت.

## زندگی شخصی
جاجا در جاکارتا، اندونزی، در ۱۹ دسامبر ۱۹۸۰ به دنیا آمد. او دارای مدرک از مؤسسه هنر سیاتل است.

## فعالیت
ترانه‌های او همیشه دارای مضامین سیاسی بوده‌است، اما مشارکت جاجا در فعالیت‌های اجتماعی در سال ۲۰۱۳ بیشتر بر مسائل جنسیتی و جنسی متمرکز شد. او بخش اندونزی جنبش جهانی One Billion Rising را با فعالان دیگر سازمان داد. در همان سال، او اعلام کرد که یک بازمانده از خشونت جنسی است، و در نتیجه بسیاری از زنان به‌طور عمومی به او پیوستند تا تجربیات مشابهی را به اشتراک بگذارند. جاجا از موسیقی مرخصی گرفت تا به یک مراقب اجتماعی برای قربانیان خشونت مبتنی بر جنسیت از سال ۲۰۱۳ تا ۲۰۱۵ تبدیل شود. در اوت ۲۰۱۵، او و دکتر ربکا مور پروژه Yayasan Bersama را تأسیس کردند، بنیادی با هدف ترویج عدالت جنسیتی از طریق رسانه‌های موسیقی، هنر و فرهنگ پاپ. کارتیکا همچنین یکی از اعضای فعال گروه زنانه Kolektif است.

## دیگر فعالیت‌ها
جاجا یک کارآفرین، نویسنده و بازیگر است. او صاحب یک کافه به نام KEDAI است که فضای داخلی آن از مواد بازیافتی ساخته شده‌است. این کافه به تبلیغ قهوه محلی اندونزی اختصاص دارد و در نشریاتی مانند CNN به نمایش درآمده است.
به عنوان یک نویسنده مستقل، قطعات او در چندین رسانه چاپی در اندونزی و سایر کشورها منتشر شده‌است. از سال ۲۰۰۹ تا ۲۰۱۱، او یک ستون هفتگی به نام استریت اسمارت در جاکارتا پست داشت.
جاجا همچنین در فیلم‌های بلندی به کارگردانی پل آگوستا و جوکو انوار و در یک تئاتر به نام SUBVERSIF که اقتباسی از دشمن دولت ایبسن بود بازی کرده‌است.